# Калифорния
Калифо́рния (англ. California, американское произношение: [ˌkæləˈfɔːrniə] (слушать)о файле) — штат США, расположенный на западном побережье страны, на берегу Тихого океана. Граничит с американскими штатами Орегон (на севере), Невада (на востоке) и Аризона (на юго-востоке), а также с мексиканским штатом Нижняя Калифорния (на юге).
Калифорния с населением в 39 миллионов человек — самый населённый штат США; это также третий по площади штат после Аляски и Техаса. Столица — Сакраменто, крупнейший город — Лос-Анджелес. Другие крупные города: Сан-Франциско, Сан-Диего, Сан-Хосе. Городские агломерации-конурбации Большой Лос-Анджелес и область залива Сан-Франциско занимают в США соответственно второе и пятое место по численности населения; округ Лос-Анджелес — крупнейший в США округ по численности населения, а Сан-Бернардино — по площади.
До европейской колонизации Калифорния была населена множеством разных индейских народов с разными языками и разным образом жизни. В XVI—XVIII веках здесь создавали торговые посты и миссии британские, испанские и русские исследователи; регион, известный тогда как «Калифорнии», вошёл в состав Испанской империи, позже был территорией объявившей о своей независимости Мексики; в 1848 году после американо-мексиканской войны территория Калифорнии отошла к США. 9 сентября 1850 года, в результате компромисса, Калифорния стала 31-м штатом США. Калифорнийская золотая лихорадка привлекла в штат огромное количество людей со всего мира; Первая трансконтинентальная железная дорога, введённая в эксплуатацию в 1869 году, связала Калифорнию с восточными штатами.
Экономика современной Калифорнии занимает первое место среди штатов США. Валовой региональный продукт штата составляет $3.987 трлн — 1-е место в США (2024) По состоянию на 2024 год, экономика Калифорнии занимает 4-5-е место в мире). Если условно считать её независимым государством, она занимала бы пятое место в мире по ВВП, который больше, чем ВВП Великобритании. Важнейшие отрасли экономики штата — информационные технологии, аэрокосмическая индустрия, добыча и переработка нефти, шоу-бизнес, сельское хозяйство, транспорт, строительство и торговля. В области залива Сан‑Франциско находится так называемая Кремниевая долина — центр высокотехнологичной промышленности и науки. В Большом Лос-Анджелесе создан крупнейший в мире кластер индустрии развлечений и американской киноиндустрии включающий множество киностудий Голливуда, Диснейленд, Шесть флагов и многие другие парки развлечений. В штате находятся самые загруженные порты страны; через Калифорнию проходит около 40 % всех товаров, импортируемых в США из других стран.
География штата исключительно разнообразна — от урбанизированного побережья Тихого океана вокруг залива Сан-Франциско и в Южной Калифорнии до гор Сьерра-Невада на востоке, от лесистого севера до пустыни Мохаве на юге. В центре штата находится плодородная Калифорнийская долина. По территории штата проходит множество геологических разломов, в том числе Сан-Андреас. Калифорния больше других регионов США страдает от землетрясений. Для Калифорнии характерен тёплый средиземноморский климат с сезонными муссонами, направленными вглубь материка; из-за больших размеров и разнообразного рельефа штата в нём присутствует множество климатических зон. В жаркое время года в Калифорнии часты засухи и лесные пожары. Среди растений штата наиболее примечательны секвойядендроны гигантские.

## Происхождение названия
Этимология названия штата точно не известна. Считается, что название Калифорнии (этот топоним относится к целому региону, включающему также современные американские штаты Невада, Юта и Аризона, полуостров Калифорния, включающий мексиканские штаты Северная и Южная Нижняя Калифорния, и мексиканский штат Сонора) происходит от названия легендарного острова, населённого чёрными амазонками, возглавляемыми королевой Калифией.
В 1533 году на юго-восточную оконечность полуострова высадились испанцы под командованием Фортуна Хименеса; предположительно, он и дал полуострову (принятому им за остров) название California, заимствованное из популярного в то время рыцарского романа «Деяния Эспландиана» испанского автора де Монтальво, известного своим предыдущим романом — «Амадис Гальский». В «Деяниях Эспандиана» на острове, называемом Калифорнией, живут чёрные женщины-воительницы; среди них нет ни одного мужчины. Всё их оружие сделано из золота, так как это единственный металл, который есть на острове, он содержится там в огромных количествах. В Калифорнии из романа Родригеса де Монтальво также живут грифоны и другие фантастические существа. По другой версии, полуостров в 1535 году открыл Э. Кортес, воодушевлённый романом Родригеса де Монтальво, и присвоил ему название «Санта-Крус» («Св. Крест»), но затем это название, как уже неоднократно использованное в Новом Свете, было заменено на «Калифорния». Во всяком случае, на карту Д. Кастильо 1541 года уже было нанесено название «Калифорния».
Существует и версия по которой название происходит от слов calida fornax (с лат. — «жаркая печь»), которыми испанские колонисты описали жаркий климат региона. В учебнике Диксона в разделе «Происхождение названий штатов» дан вариант: «Испанские исследователи, пришедшие в эти места, нашли климат столь жарким, что дали ему название „жар печей“». Эту версию В. Никонов и другие топонимисты считают ненадёжной.

## География

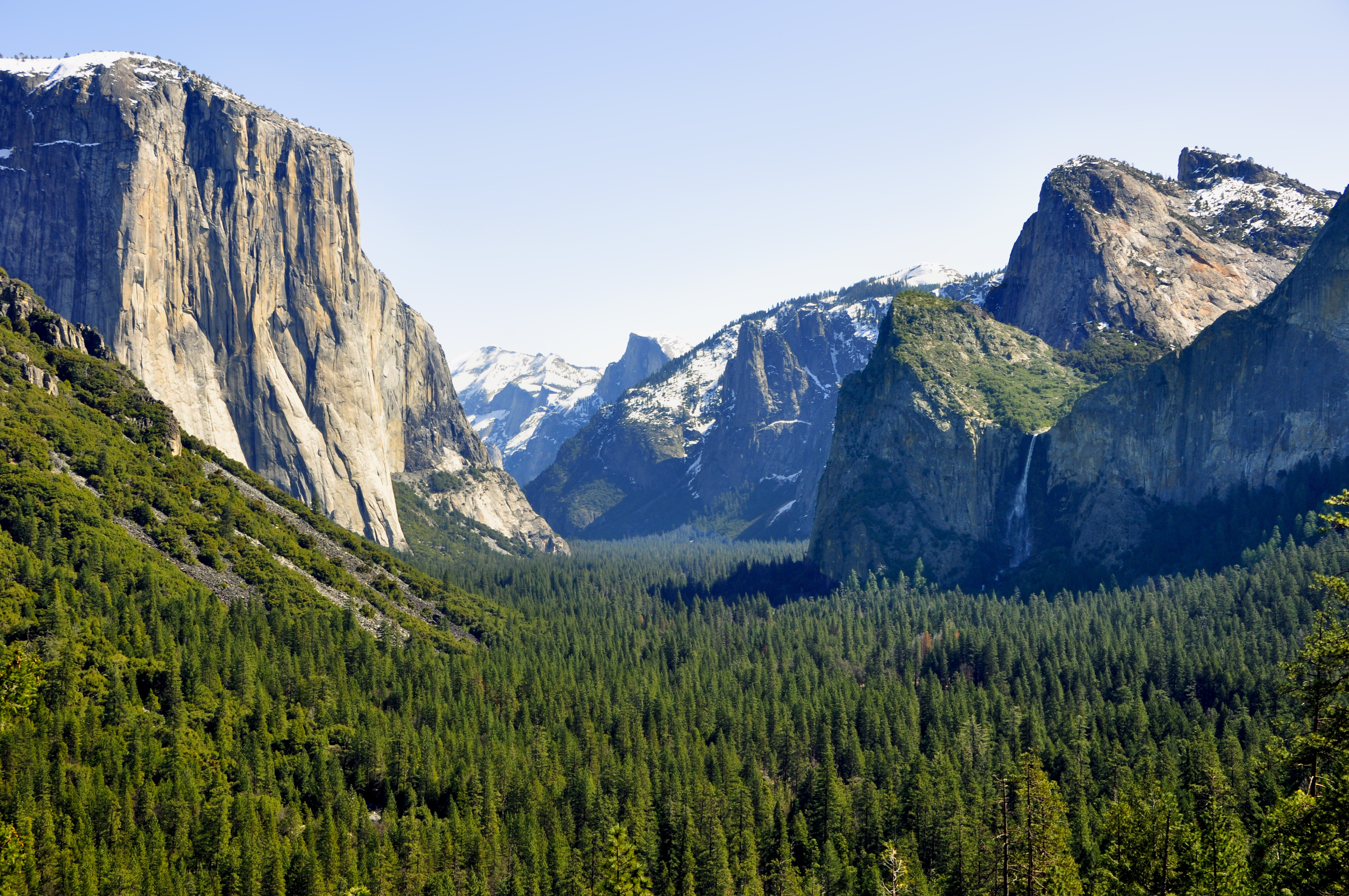
Йосемитский национальный парк

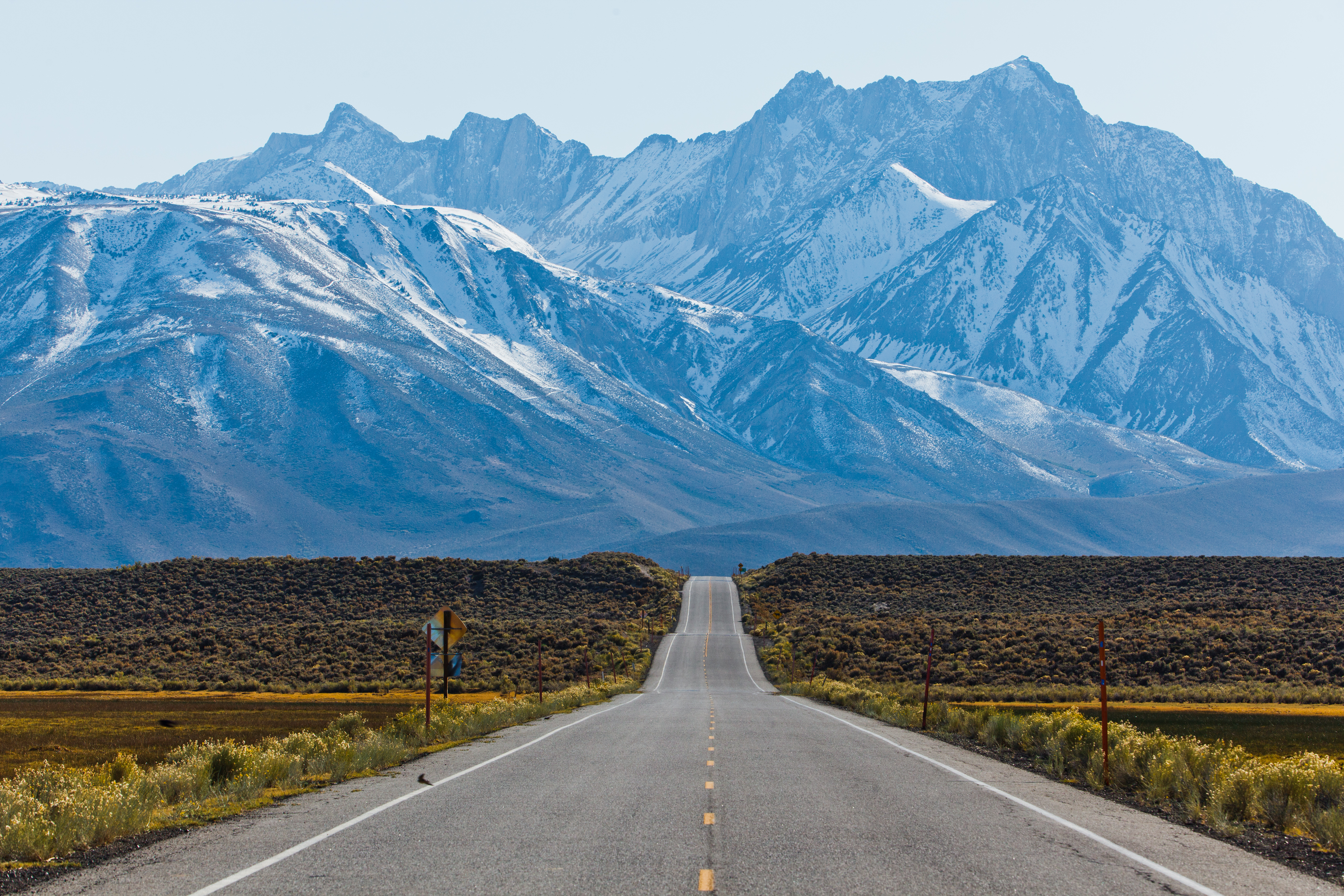
Сьерра-Невада

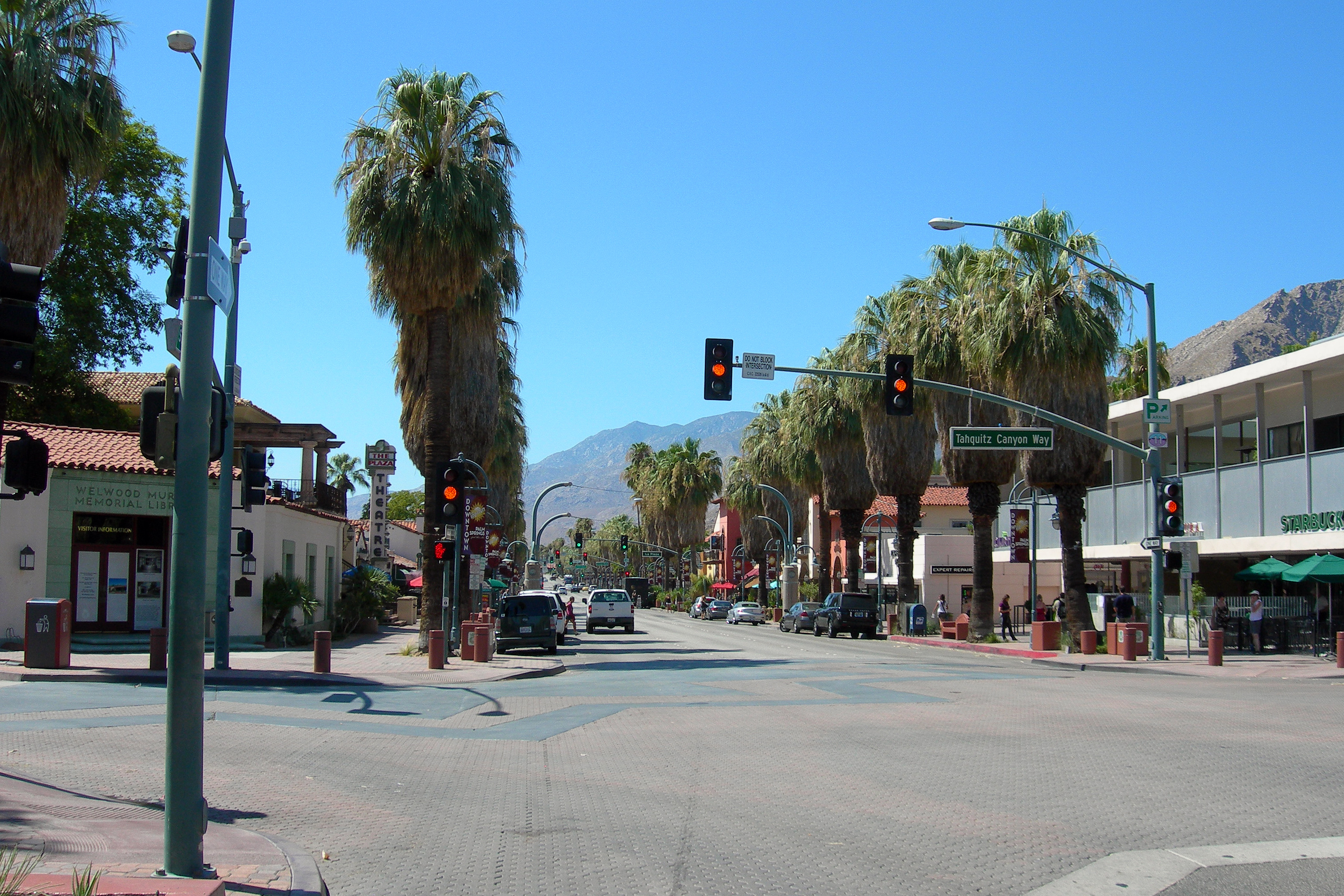
Палм-Спрингс

Калифорния расположена вдоль берега Тихого океана между 32 и 42 градусами с. ш. и 114 и 124 градусами з. д. Она граничит со штатом Орегон на севере, штатами Невада и Аризона на востоке; южная граница штата также является частью государственной границы с Мексикой. С мексиканской стороны к ней примыкает штат Северная Нижняя Калифорния. Длина Калифорнии с севера на юг — около 1240 км, ширина с запада на восток — около 400 км.
Калифорния — крупнейший тихоокеанский штат. Она также является 3-м по площади штатом США (423 970 км²), уступая только Аляске и Техасу и опережая Монтану.

### Геология
Калифорния является сейсмоопасной зоной, по территории штата проходит множество геологических разломов, самый известный из которых — Сан-Андреас. Также на территории Калифорнии находятся несколько вулканов, в том числе спящий вулкан Лассен-Пик, который извергался в 1914 и 1921 годах.

### Гидрография
Две крупнейшие калифорнийские реки — Сакраменто и Сан-Хоакин протекают через Центральную равнину и впадают в залив Сан-Франциско, а протяжённость их составляет 719 и 530 км, соответственно. Другие крупные реки штата — Кламат на севере (также впадает в Тихий океан) и Колорадо, часть которой составляет естественную границу между Калифорнией и Аризоной.

### Климат
На большей части территории штата климат средиземноморский, с дождливой зимой и сухим летом. Влияние океана снижает сезонную разницу температур, приводит к прохладному лету и тёплой зиме. Под влиянием холодного Калифорнийского океанского течения вдоль берега часто возникает туман. По мере удаления от океана климат становится более континентальным, с большой сезонной разницей температур зимой и летом. Западные ветра с океана приносят влагу, и северная часть штата получает больше осадков, чем южная. На климат внутренних районов штата также влияют прибрежные горы, которые не пропускают влажный воздух с океана далеко вглубь континента.
Северо-западная часть Калифорнии обладает умеренным климатом, суммарное выпадение осадков составляет 38—100 см в год. В Калифорнийской долине преобладает сухой средиземноморский климат с бо́льшими сезонными колебаниями температур, чем на побережье. Для гор характерен горный климат, снежная зима и умеренно тёплое лето. К востоку от горных хребтов расположены пустынные районы с холодной зимой и жарким летом среди которых особое место занимает национальный парк Долина Смерти — самое жаркое место на земле и самое засушливое место в Северной Америке.

### Флора и фауна

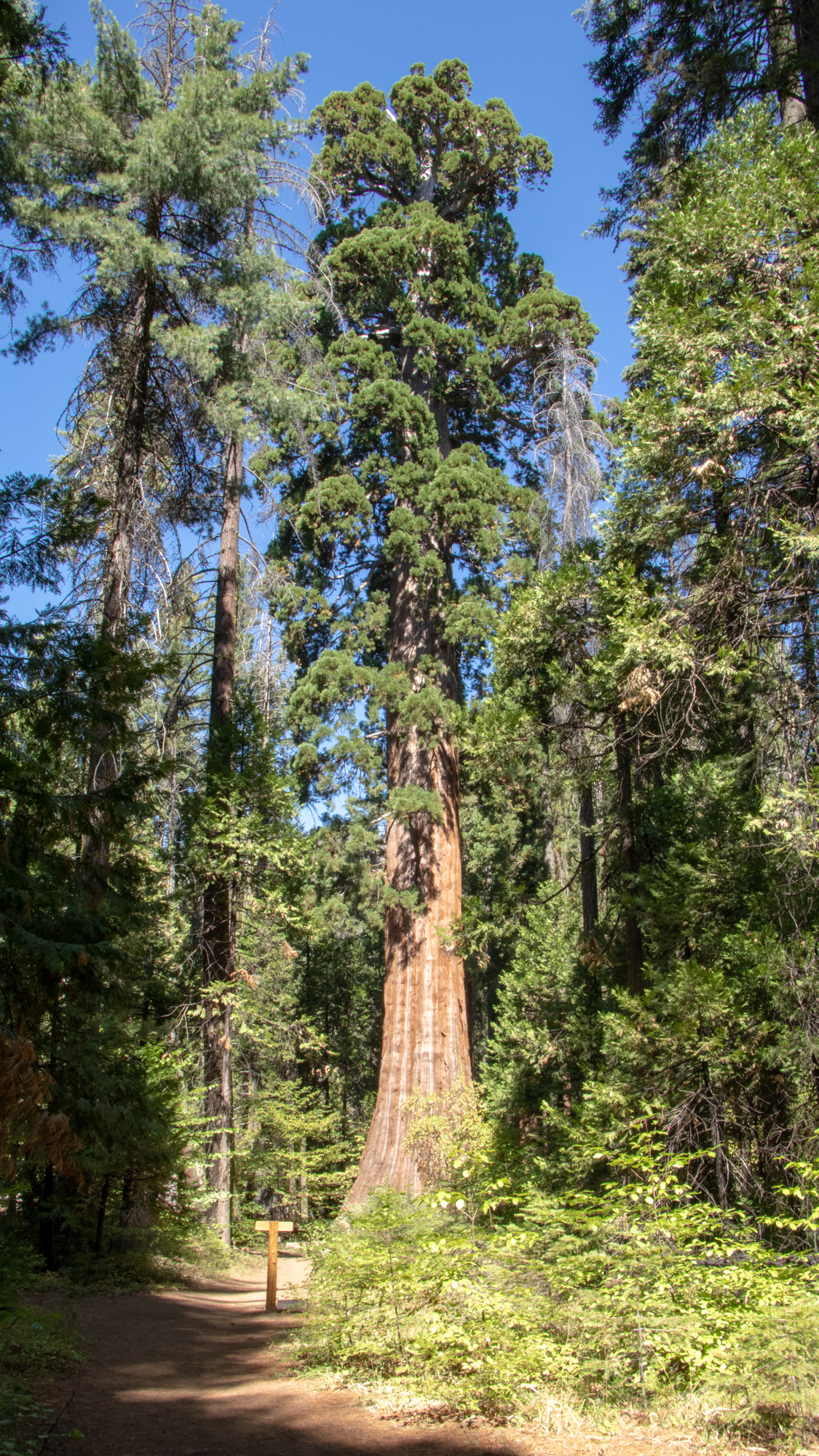
Секвойядендрон гигантский

Бо́льшую часть Калифорнии занимает калифорнийская флористическая провинция, для которой характерна высокая эндемичность (видовая — 48 %, родовая — 7,5 %). Типичными растительными сообществами являются чапараль и редкостойные дубовые насаждения, а в горах, в зависимости от высоты — широколиственные, смешанные и хвойные леса, вплоть до альпийских сообществ. Характерные эндемики: Sequoia sempervirens, Sequoiadendron giganteum, Umbellularia californica, Lithocarpus densiflora, Fremontodendron californicum, Paeonia californica, Crossosoma californicum, Carpenteria californica, Lyonothamnus floribundus, Cercis occidentalis, Pickeringia montana, Staphylea bolanderi, Aesculus californica. Флора калифорнийских пустынь относится к сонорской провинции. Для неё также характерен видовой эндемизм (Carnegiea, Washingtonia), а на юге (в Сонорской пустыне) заметны неотропические элементы.
На территории штата расположено 8 национальных парков и 87 парков штата.

## История

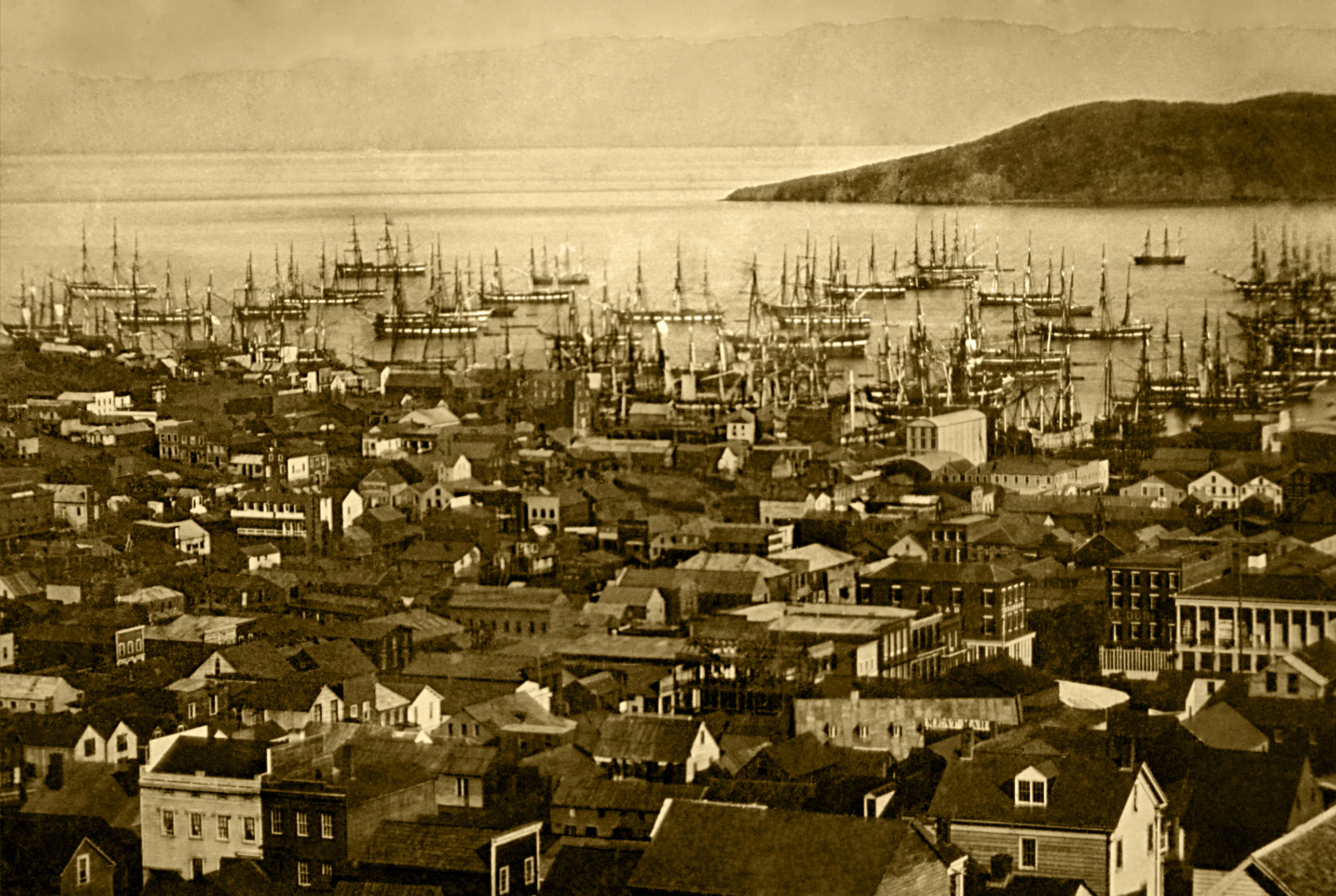
Сан-Франциско в 1851 г.

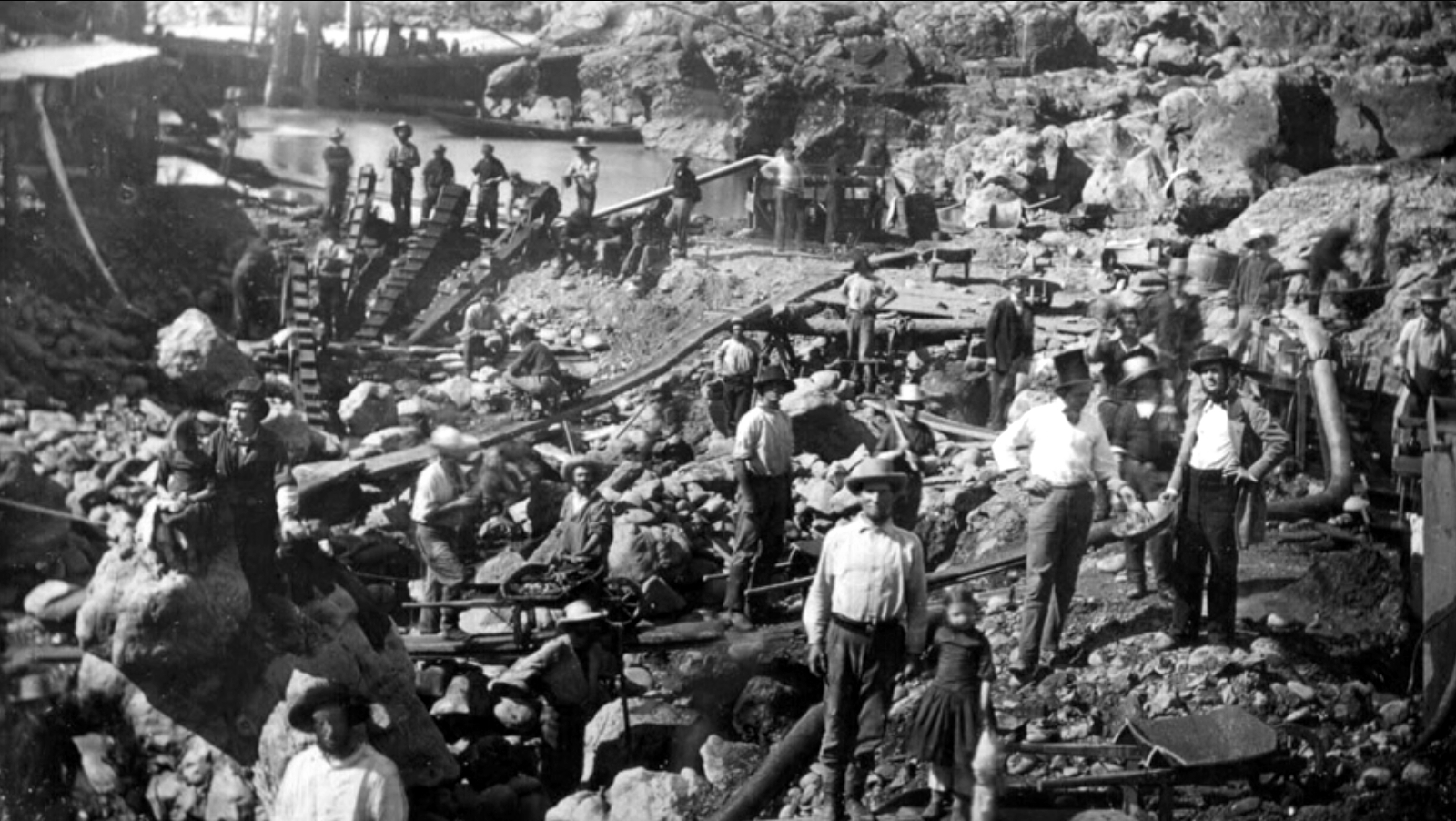
Шахтёры у Сакраменто в 1852 г.

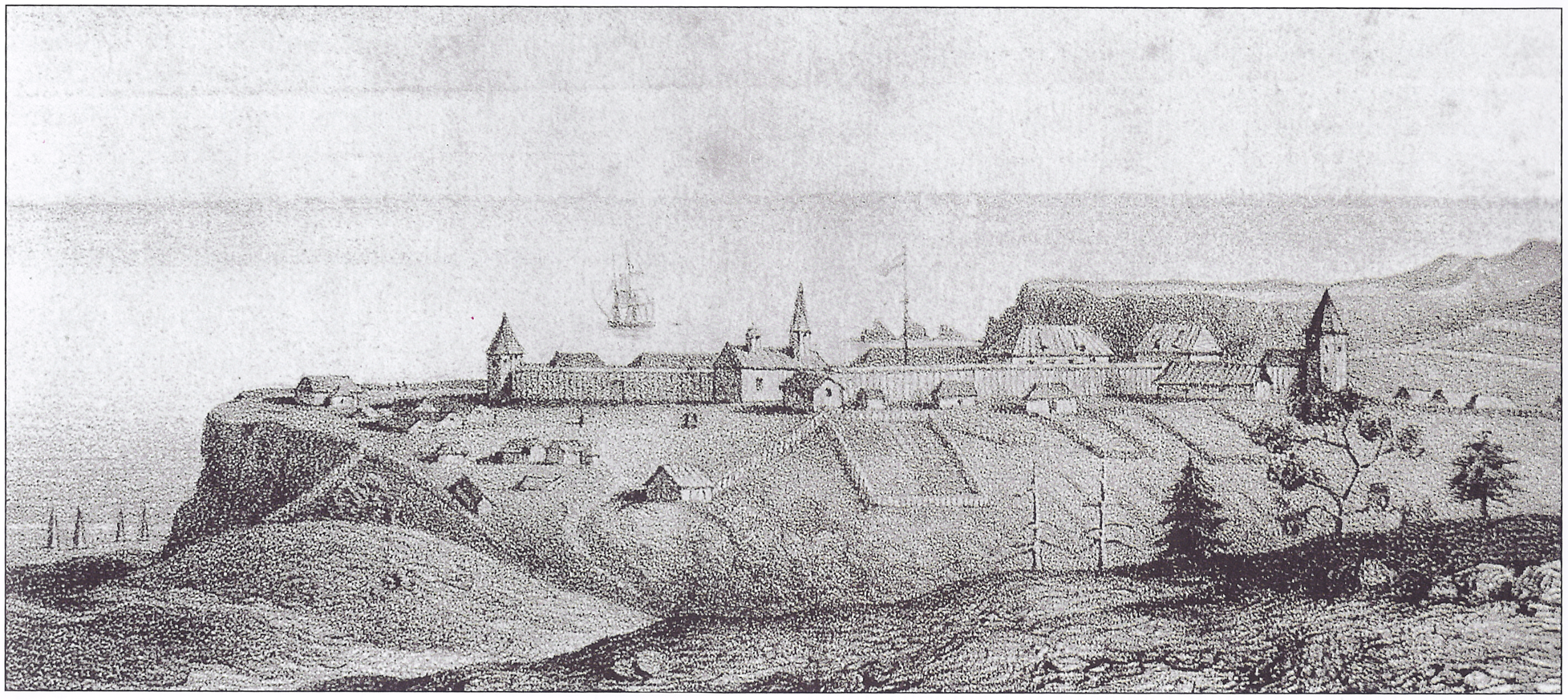
Форт-Росс (ещё фото)

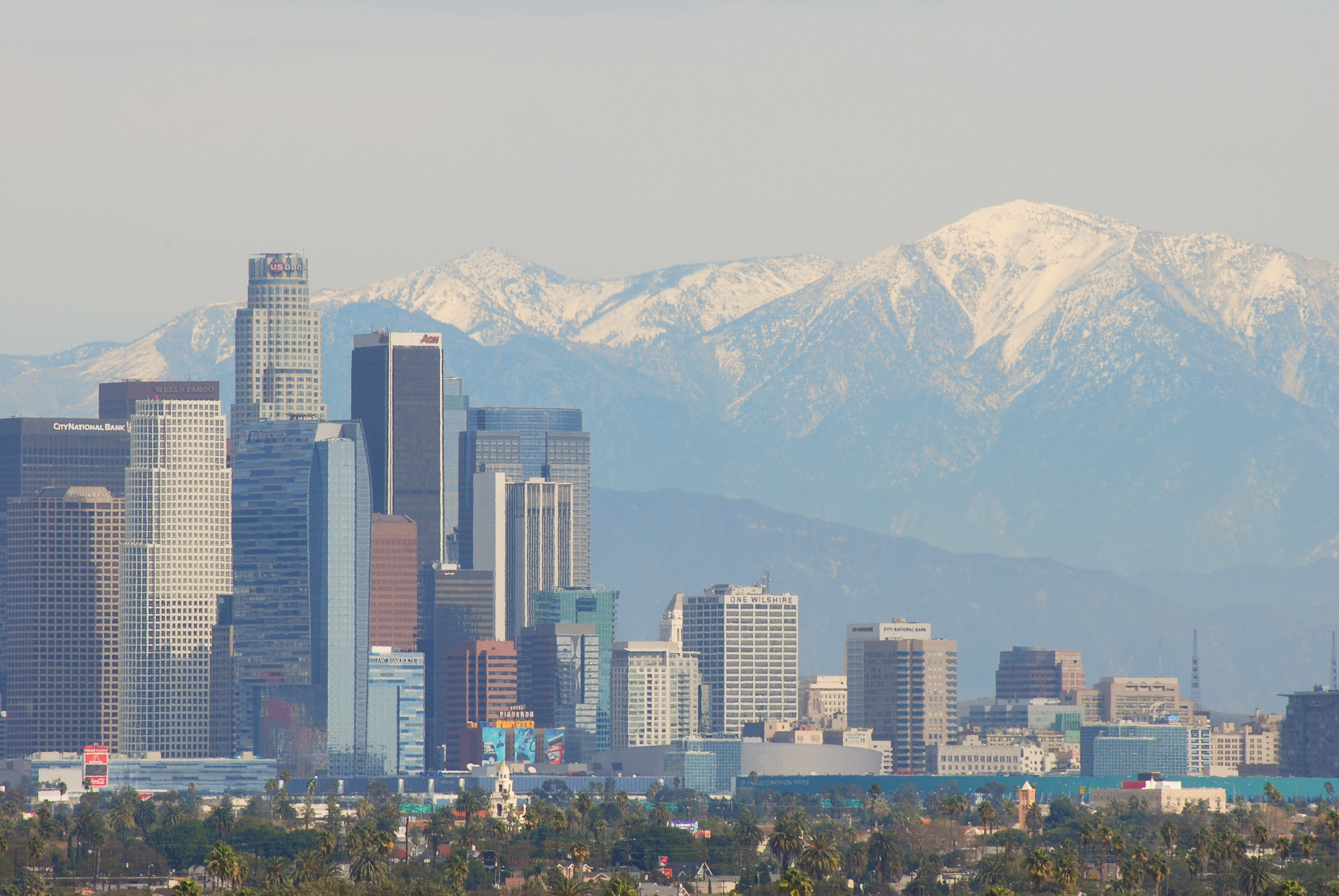
Лос-Анджелес

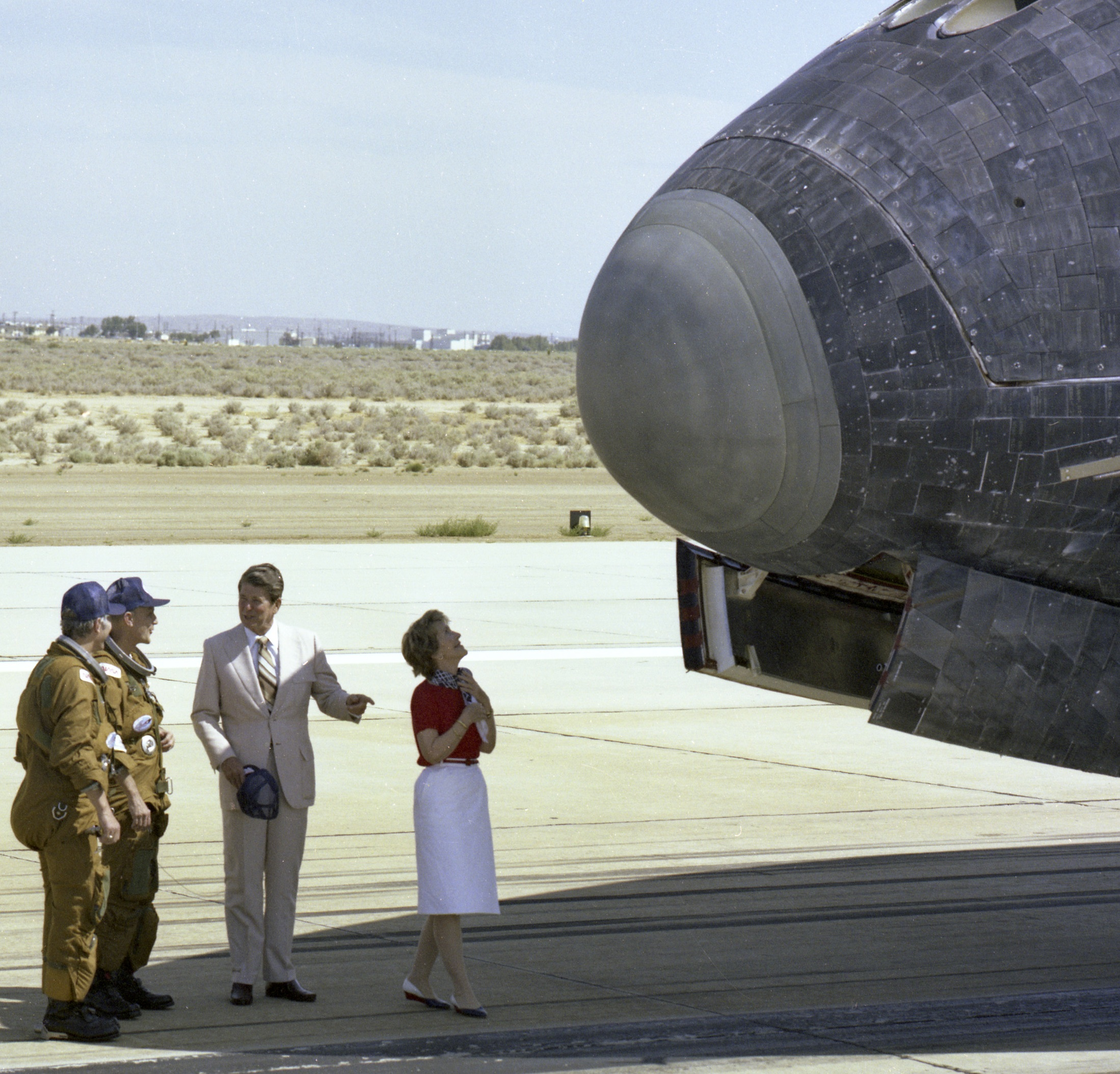
Президент Рональд Рейган и первая леди Нэнси Рейган с астронавтами НАСА после приземления спейс шаттла Коламбия на военной базе Эдвардс в Калифорнии, в День независимости США 4 июля 1982 года

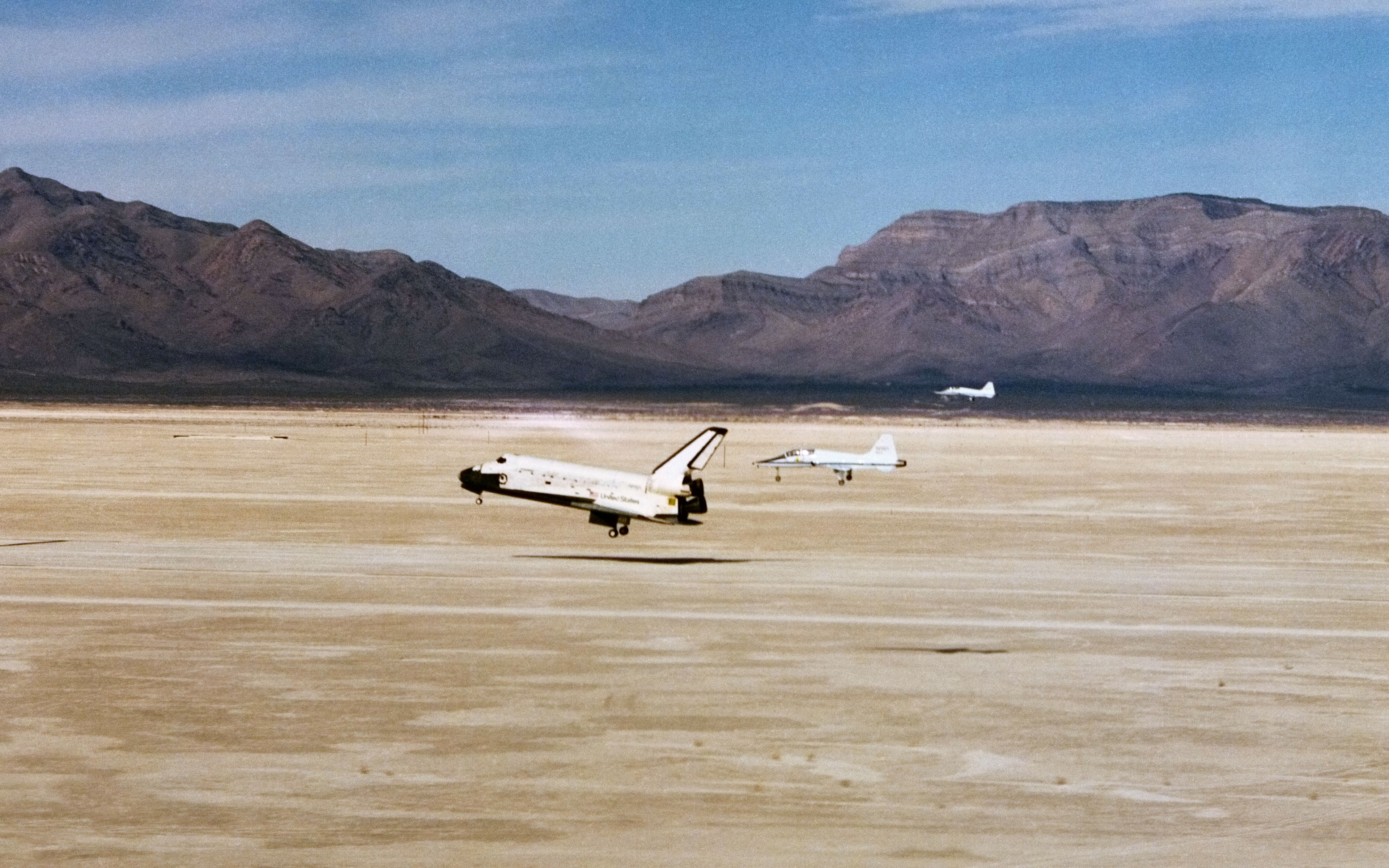
Приземление спейс шаттла на военной базе Эдвардс в Калифорнии, 1982 год

До прихода европейцев индейское население Калифорнии было чрезвычайно разнообразным как по языкам (около 75 различных народов, многие из которых представляли собой отдельные языковые группы или даже семьи), так и по образу жизни — от рыболовов до кочевников. Известны калифорнийские народы чумаши, салинан (салины), майду, утийцы (мивоки, олони), модоки, мохаве, помо, шаста, тонгва, винту, эсселены, йокуты, уошо, яна, чимарико, карук, хупа, кауилла.
Первыми европейцами, которые исследовали эти берега, были Хуан Родригес Кабрильо в 1542 году и сэр Френсис Дрейк в 1579 году. Вплоть до 1730-х годов Калифорния считалась островом.
В середине XVIII — в начале XIX века в Калифорнию начинают проникать русские. После второго путешествия Витуса Беринга (1734—1743) они создали торговые базы на всём северо-западном побережье Америки.
Начиная с конца XVIII века, испанские миссионеры строили небольшие поселения на громадных участках земли на пустых землях к северу от Нижней Калифорнии. После провозглашения независимости Мексики вся цепь таких поселений (миссий) была объявлена собственностью мексиканского правительства и они были заброшены.
В результате двух экспедиций служащего Российско-американской компании лейтенанта И. Кускова (1808—1809 и 1811 годов) было выбрано место для основания поселения Форт-Росс, которое функционировало с 1812 по 1841 годы, являясь самым южным форпостом Российской империи в занятых ею североамериканских землях, именовавшихся тогда Русской Америкой. Это поселение было расположено на побережье севернее залива Бодега, оно было продано гражданину США швейцарского происхождения Дж. Саттеру в 1841 году. Почётное место среди пионеров изучения и освоения Северной Америки, вплоть до Центральной Калифорнии, по праву принадлежит Шелихову, Баранову и другим русским исследователям.
Северо-западные земли испанской империи в Северной Америке были названы Калифорниями. После провозглашения независимости испанских колоний Калифорнии вошли в состав Мексиканской империи, затем Мексиканской республики. В Калифорнии стали поселяться граждане США.
13 мая 1846 года США объявили войну Мексике. 14 июня 1846 года, не зная о том, что объявлена война, американские поселенцы восстали против мексиканских властей и провозгласили Калифорнийскую республику. Вскоре коммодор военно-морского флота США Слоут высадился в заливе Сан-Франциско и объявил эту территорию принадлежащей США. Калифорнийская республика была упразднена 9 июля 1846 года. 2 февраля 1848 года война закончилась, Мексика уступила Верхнюю Калифорнию, которой продолжила управлять военная администрация, созданная при оккупации. 3 сентября 1849 года в Монтерее собрался Конституционный Конвент, принявший 19 ноября конституцию штата Калифорния, избравший гражданское правительство и депутатов легистратуры. 20 декабря генерал Райли передал управление губернатору. Более полугода штат существовал в самопровозглашённом статусе до принятия конгрессом Компромисса 1850 года, после чего 9 сентября того же года официально стал 31-м штатом США.
После обнаружения золота в 1848 году здесь началась так называемая «Золотая лихорадка». С этого времени возросла миграция и иммиграция в Калифорнию.
В годы Гражданской войны в США Калифорния официально поддержала Север. Но население разделилось в своих предпочтениях, и отряды калифорнийских добровольцев сражались на обеих сторонах.
Завершение строительства первой трансконтинентальной железной дороги в 1870-х годах привело к взрывному росту населения. Переселенцев привлекает климат, прекрасно подходящий для жизни и ведения сельского хозяйства. С 1950 года Калифорния является самым населённым штатом США.
5 июня 1968 года в Лос-Анджелесе был застрелен сенатор и кандидат в президенты США Роберт Кеннеди — брат 35-го президента США Джона Кеннеди, убитого в ноябре 1963 года.
Развитие авиационной и космической отрасли привело к тому, что в Калифорнии создана инфраструктура и построены основные научные и производственные центры космической программы США, включая два космодрома и предприятия по созданию и запуску космических аппаратов военного и гражданского предназначения, таких, как Спейс шаттл. Проект создания шаттлов был принят Конгрессом США.
Президентами США были избраны два политических деятеля, которые жили и работали в Калифорнии, это Рональд Рейган и Ричард Никсон.

## Административное устройство
В штате Калифорния 58 округов и 480 городов. В штате находится самый большой по площади округ в США — Сан-Бернардино. Законодательство штата не делает различий между употреблением терминов «city» и «town», все города имеют одинаковый статус, но 458 применяют в названии «City of [Название]», и 22 — «Town of [Название]». По способу управления города делятся на управляемые в соответствии с законами штата и на имеющие собственные Хартии. Все города из первого десятка крупнейших имеют Хартии.
Первым городом, получившим статус 27 февраля 1850 года, был Сакраменто. Один из наиболее молодых городов — Минифи — получил статус в октябре 2008 года.
Большинство городов Калифорнии объединено в городские статистические и бюджетные области. Более 2/3 населения штата проживает в трёх крупнейших городских областях: Большом Лос-Анджелесе, области залива Сан-Франциско и области Риверсайд — Сан-Бернардино.

## Население
| 1850        | 1860        | 1870        | 1880        | 1890       | 1900       | 1900        | 1901        | 1902        | 1903        | 1904        | 1905        |
| ----------- | ----------- | ----------- | ----------- | ---------- | ---------- | ----------- | ----------- | ----------- | ----------- | ----------- | ----------- |
| 92 597      | ↗379 994    | ↗560 247    | ↗864 694    | ↗1 213 398 | ↗1 485 053 | ↗1 490 000  | ↗1 550 000  | ↗1 623 000  | ↗1 702 000  | ↗1 792 000  | ↗1 893 000  |
| 1906        | 1907        | 1908        | 1909        | 1910       | 1910       | 1911        | 1912        | 1913        | 1914        | 1915        | 1916        |
| ↗1 976 000  | ↗2 054 000  | ↗2 161 000  | ↗2 282 000  | ↗2 406 000 | ↘2 377 549 | ↗2 534 000  | ↗2 668 000  | ↗2 811 000  | ↗2 934 000  | ↗3 008 000  | ↗3 071 000  |
| 1917        | 1918        | 1919        | 1920        | 1930       | 1940       | 1950        | 1960        | 1970        | 1980        | 1990        | 2000        |
| ↗3 171 000  | ↗3 262 000  | ↗3 339 000  | ↗3 426 861  | ↗5 677 251 | ↗6 907 387 | ↗10 586 223 | ↗15 717 204 | ↗19 953 134 | ↗23 667 902 | ↗29 760 021 | ↗33 871 648 |
| 2010        | 2015        | 2016        | 2020        |            |            |             |             |             |             |             |             |
| ↗37 253 956 | ↗39 144 818 | ↗39 250 017 | ↗39 538 223 |            |            |             |             |             |             |             |             |

Демографическая пирамида Калифорнии в 2019

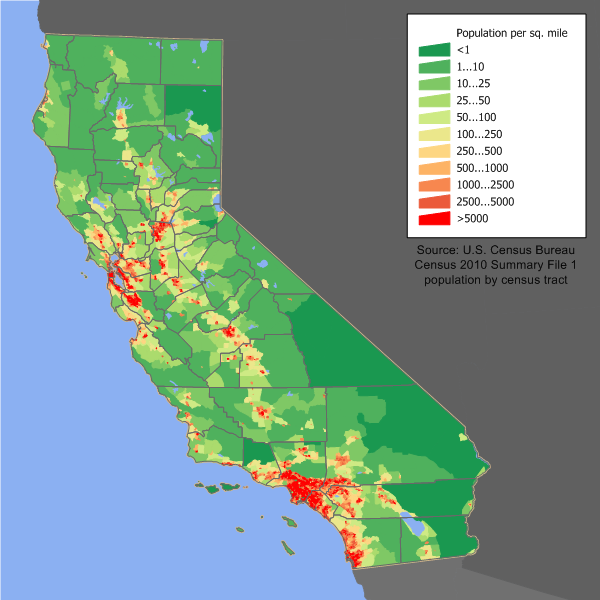
Карта плотности населения в Калифорнии

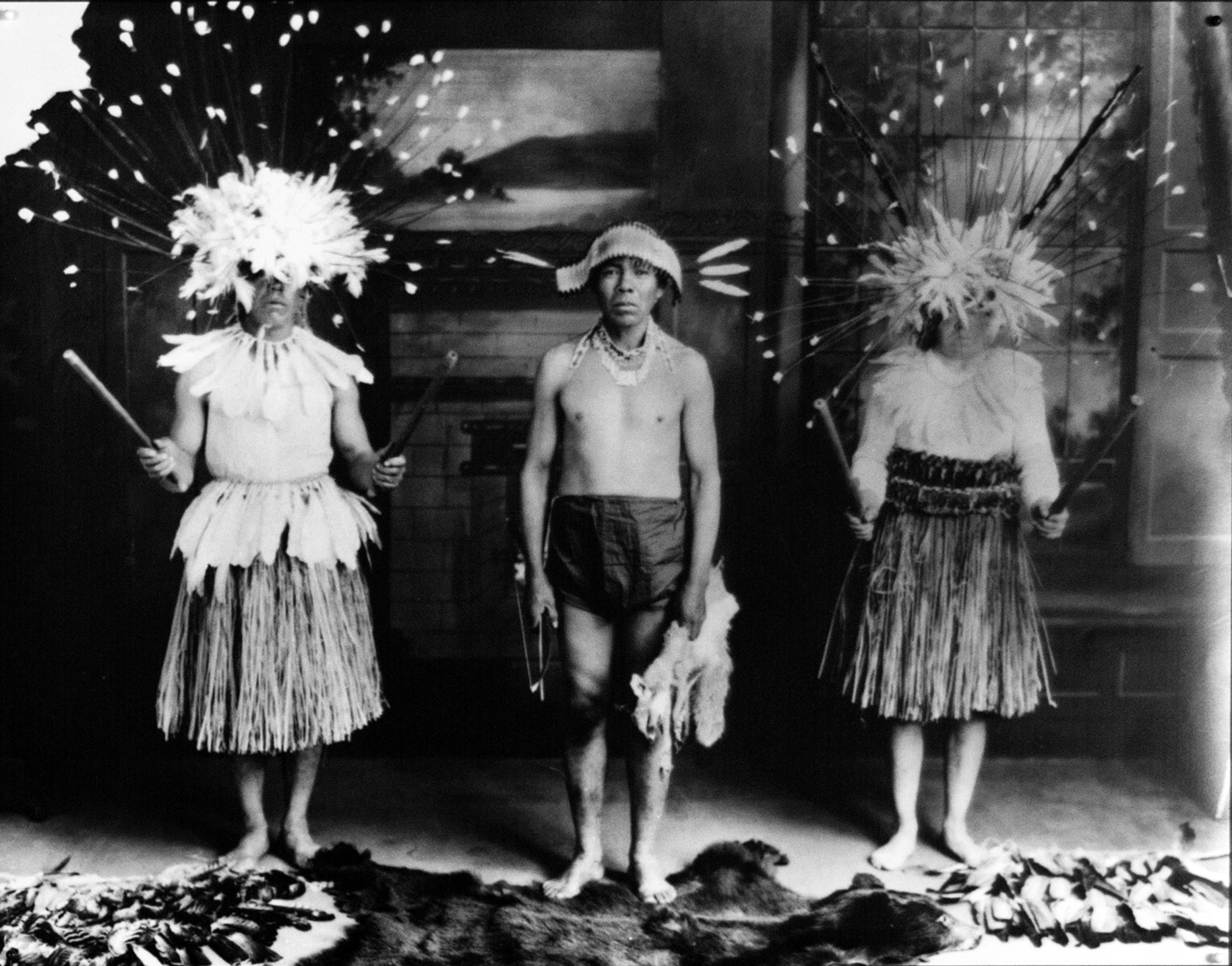
Индейцы майду

Калифорния является самым населённым штатом США (12 % общего населения). По результатам переписи населения 2000 года, в Калифорнии проживало 33 871 648 человек, по оценке 2008 года — 36 756 666 человек, а по оценке 2014 года — 38 340 000 человек. Только лишь в округе Лос-Анджелес, самом населённом из всех округов США, проживает более 9 800 000 человек (42 штата США обладают меньшим населением). Средняя плотность населения в Калифорнии — около 91 человека на км² (11-е место в США). На увеличение численности с последней переписи повлиял как естественный прирост населения (в 2 549 081 человек), так и иммиграция — 1 825 697 человек приехали в Калифорнию из-за пределов США. Что касается внутренней миграции, то здесь число выезжающих из Калифорнии в другие штаты превышает число прибывающих на 1 378 706 человек.
В Калифорнии отсутствует преобладающее этническое большинство. Относительное большинство населения всё ещё составляет белая раса, далее идут латиноамериканцы — 37,6 %, выходцы из Азии, афроамериканцы и американские индейцы.
Калифорния остаётся также самым населённым штатом по числу миллиардеров: 79 человек из списка «Forbes» под названием «400 богатейших американцев 2006» живут в Калифорнии. По состоянию на 2010 год, в Калифорнии проживает 663 тыс. миллионеров.
| Расовый состав                | 1970   | 1990   | 2000   | 2010   |
| ----------------------------- | ------ | ------ | ------ | ------ |
| Белые американцы              | 89 %   | 69 %   | 59,5 % | 57,6 % |
| Неиспаноязычные белые         | 76,3 % | 57,2 % | 46,7 % | 40,1 % |
| Азиаты                        | 2,8 %  | 9,6 %  | 10,9 % | 13 %   |
| Афроамериканцы                | 7 %    | 7,4 %  | 6,7 %  | 6,2 %  |
| Латиноамериканцы (любой расы) | 13,7 % | 25,8 % | 32,4 % | 37,6 % |

## Экономика

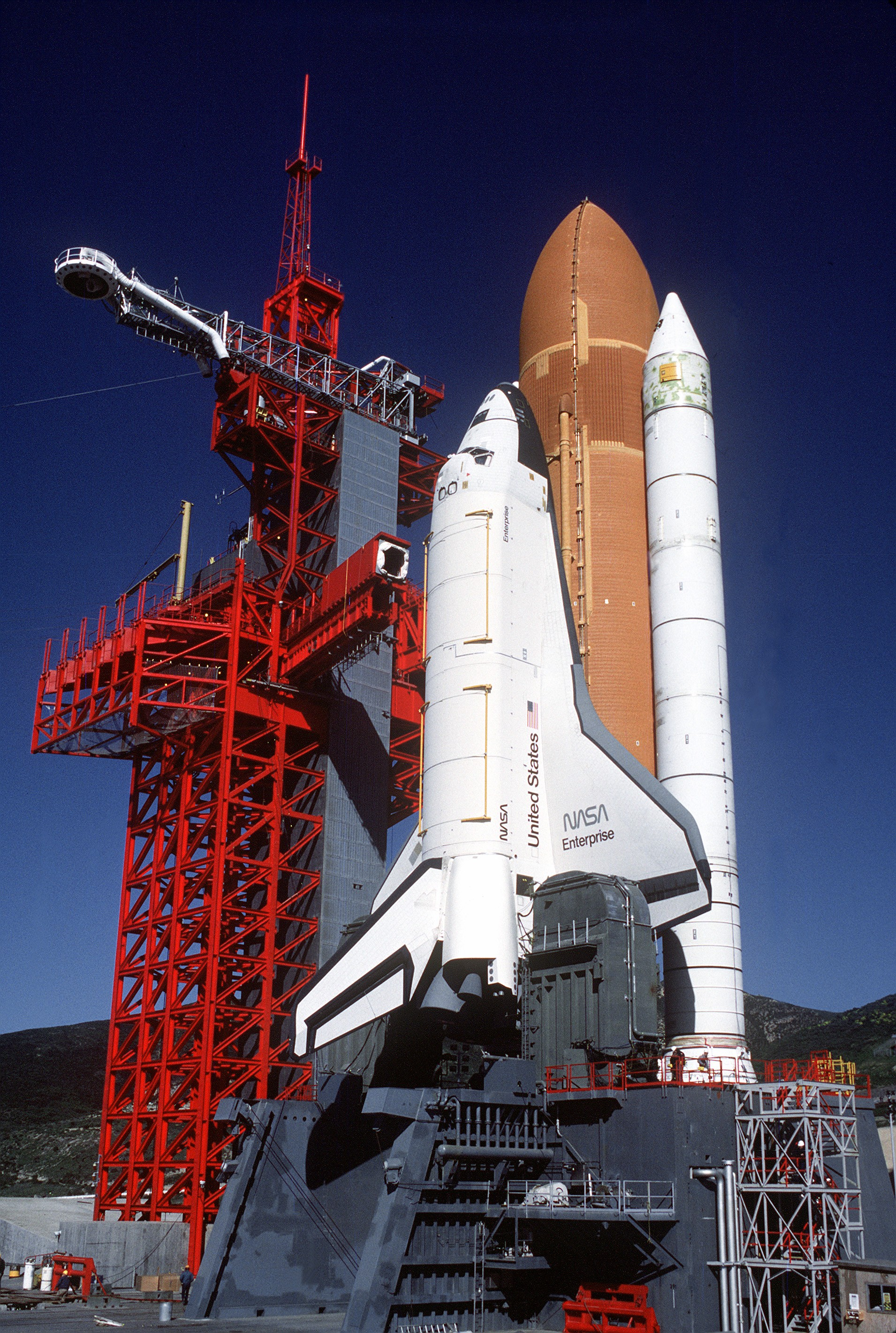
Космический корабль «Энтерпрайз» перед запуском на стартовой площадке на базе Ванденберг в 1985 году

Валовой региональный продукт штата Калифорния составляет $4.10 трлн — 1-е место в США (2024) (если бы Калифорния была отдельным государством, по состоянию на 2025 год её экономика занимала бы четвёртое место в мире после США, Китая и Германии).
Калифорния — самый богатый штат США.
Калифорния производит 13 % валового национального дохода США.
Важная отрасль экономики Калифорнии — сельское хозяйство, включающее производство фруктов, овощей, молочных продуктов и вина. Развиты авиакосмическая индустрия, индустрия развлечений (в основном, телевидение и кинематограф) и индустрия высоких технологий.
В штате находится так называемая Кремниевая долина, регион, где расположены крупнейшие компании мира, работающие в сфере информационных технологий. В Кремниевой долине расположены штаб-квартиры многих технологических компаний, входивших в разное время в список Fortune 1000, в том числе: Adobe, AMD, Apple, Facebook, Google, Hewlett-Packard, Intel, Seagate Technology, National Semiconductor, Nvidia, Oracle, SanDisk, Symantec, Yahoo!, Xerox. Также в Кремниевой долине расположены представительства, центры разработки, отдельные подразделения многих известных технологических компаний из разных стран мира.
В Южной Калифорнии расположены крупные научно-исследовательские и производственные центры космической отрасли США, такие, как Калифорнийский технологический институт и расположенная в пригороде Лос-Анжелеса лаборатория реактивного движения, которая создаёт и запускает большую часть автоматических космических аппаратов НАСА. Для космических запусков исследовательских аппаратов и спутников на околоземную орбиту и на Луну используется космодром Ванденберг и аэро-космический центр на военной базе Эдвардс.

## Политическое устройство

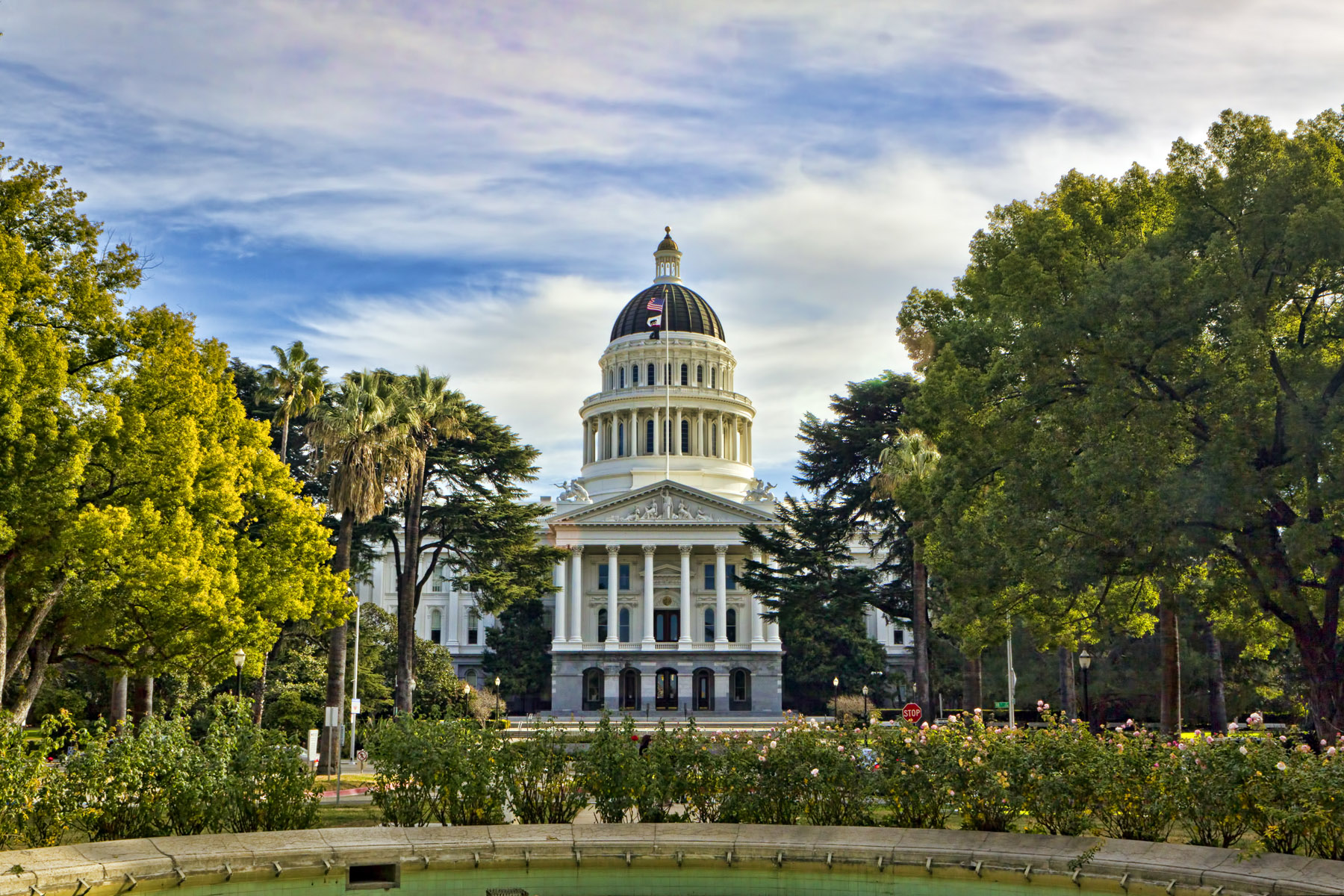
Сакраменто

Государственная система управления в Калифорнии — конституционная республика. Конституция Калифорнии является одним из самых длинных законодательных документов в мире. Его объём — более 110 страниц. В основе Конституции Калифорнии лежит принцип разделения властей на три ветви власти: исполнительную, законодательную и судебную.
Исполнительная власть — это губернатор штата и другие выборные должностные лица. Нынешний губернатор Калифорнии — Гэвин Ньюсом.
Законодательную власть осуществляют Сенат (40 сенаторов) и Ассамблея (80 депутатов).
Главным представителем закона в штате является Генеральный прокурор. Судебную власть осуществляет Верховный суд Калифорнии.
Столица штата — город Сакраменто. Раньше столицей были города Монтерей (1775—1849), Сан-Хосе (1849—1851), Вальехо (1852—1853), Бениша (1853—1854) и Сан-Франциско (1862). Сакраменто стал постоянной столицей в 1854 году. В 1862 году столичные функции были перенесены на 4 месяца в Сан-Франциско из-за сильного наводнения.
Калифорния имеет двух сенаторов в Сенате США и 53 представителя в Палате представителей.
По партийному влиянию и представительству штат является демократическим, эта тенденция становится более выраженной. 63 % калифорнийцев на выборах президента США в 2020 предпочли видеть на этом посту Джо Байдена. После промежуточных выборов в Палату представителей в 2018 году демократы получили 46 из 53 мест в Конгрессе Калифорнии, а республиканцы — семь мест.

## Культура и достопримечательности

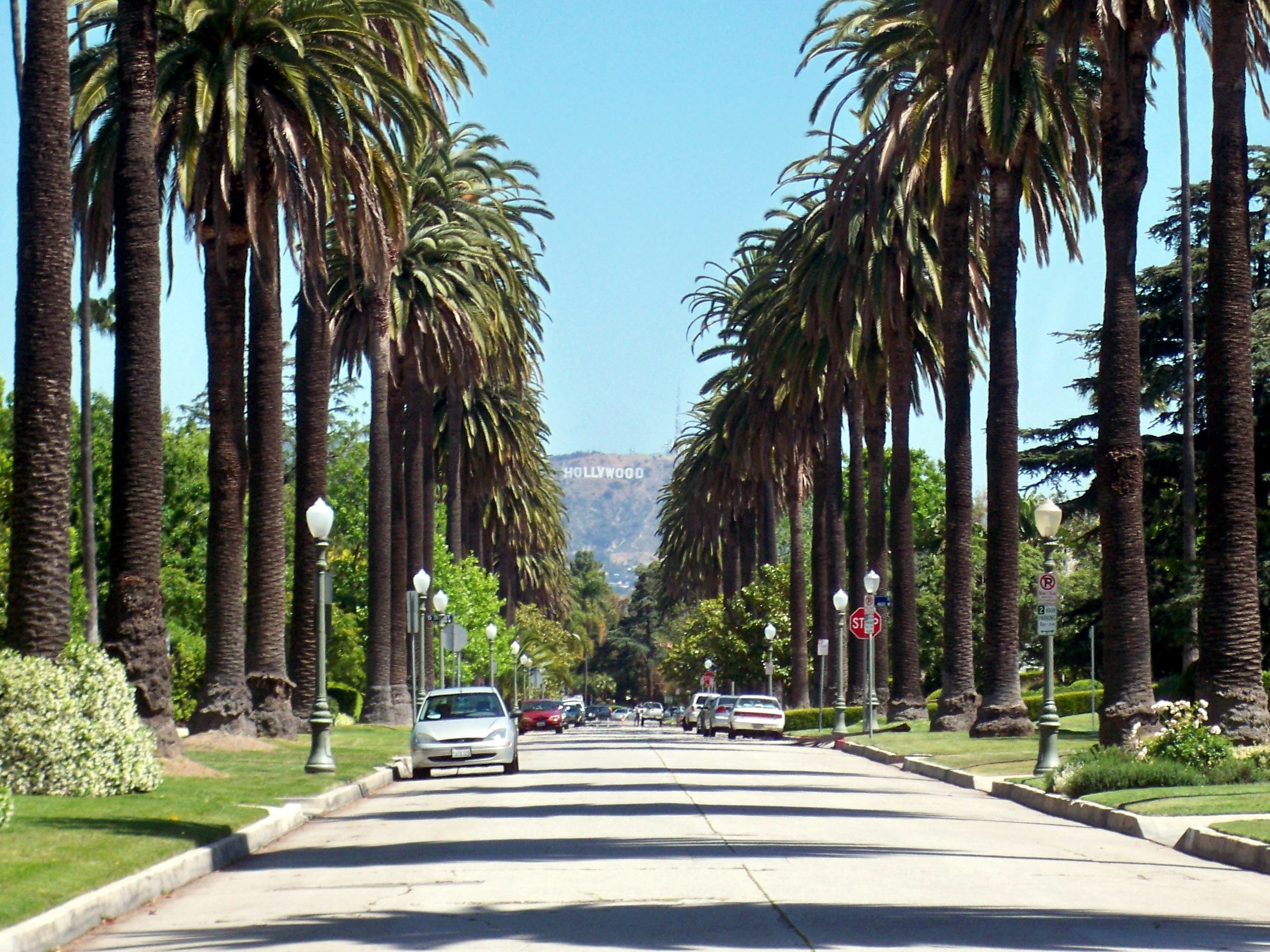
Голливуд

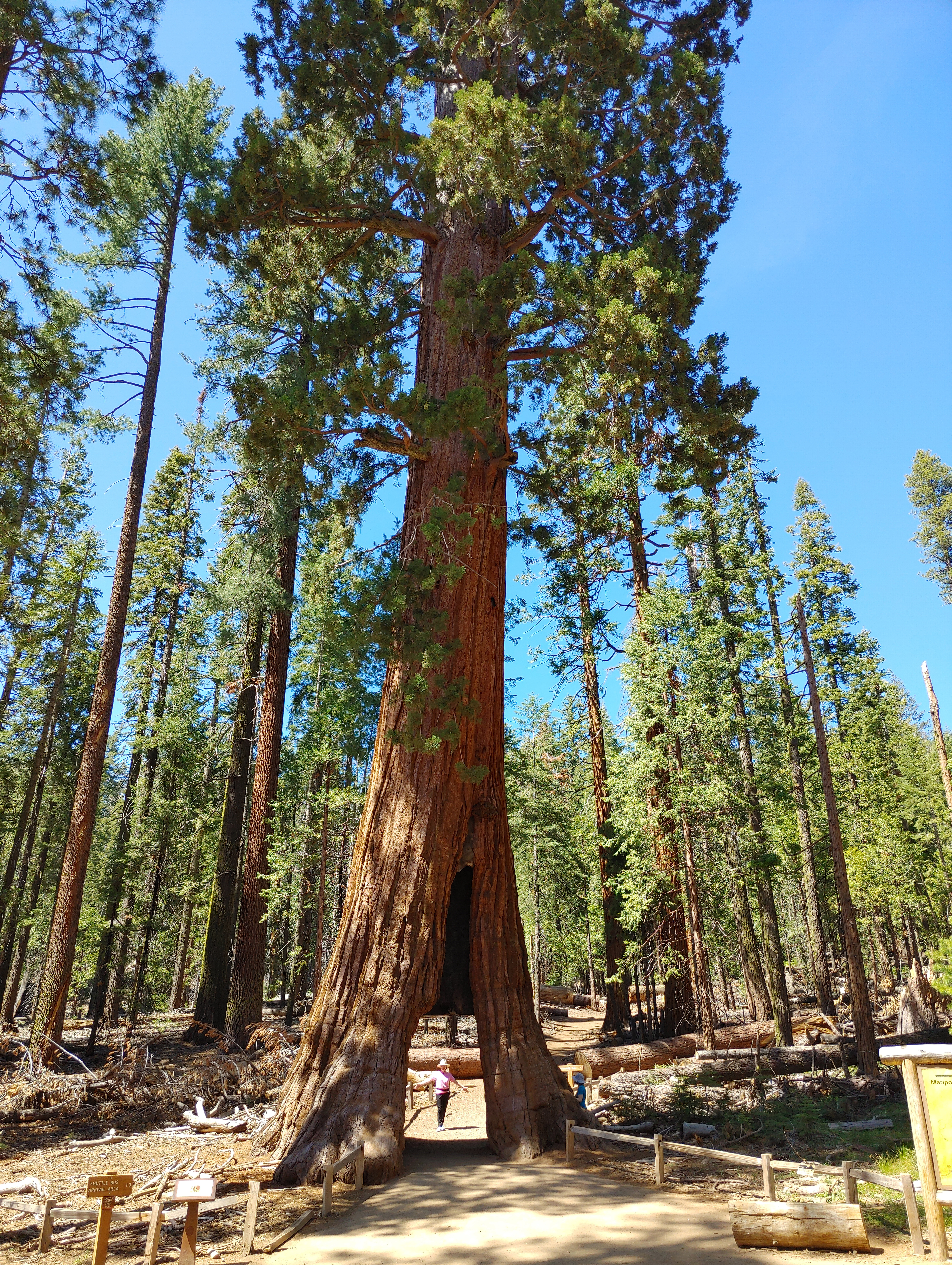
Туннельное дерево — гигантская секвойя в хвойном лесу заповедника Йосемитский национальный парк

### Достопримечательности
- Голливуд;
- Обсерватория Гриффита;
- Паломарская обсерватория;
- Национальный парк Секвойя;
- Заповедник Гумбольдт-Редвудс;
- Океанариум залива Монтерей;
- Зоопарк Сан-Диего;
- Корабль-музей авианосец USS Midway;
- Диснейленд;
- Шесть флагов;
- Леголенд в Калифорнии Леголенд#Леголенд в Калифорнии;
- Блайтские фигуры;
- Мафусаил (дерево);
- Музей-заповедник Форт-Росс;
- Йосемитский национальный парк;
- Ранчо Ла-Брея;
- Дворец-музей Херст-касл;
- Музей Гетти и Вилла Гетти;
- Кремниевая долина;
- Долина Смерти;
- Крупнейший термометр в мире;
- Мост Золотые Ворота;
- Башня Трансамерика;
- Миссия Санта-Барбара;
- Беверли-Хиллз;
- Космический корабль Endeavour
- Космодром Ванденберг

### Музеи и коллекции произведений искусства
В Калифорнии расположены крупнейшие музеи и коллекции произведений искусства всемирного значения. Музей современного искусства Сан-Франциско привлекает более миллиона посетителей в год. В Большом Лос-Анджелесе более двух миллионов посетителей ежегодно привлекает Музей Гетти и Вилла Гетти. Популярны также музей искусств округа Лос-Анджелес (LACMA), автомобильный музей Петерсена, Лос-Анджелесский музей естественной истории, Музей Хаммера, Музей Нортона Саймона.

### Музеи науки и техники
Научно-технические достижения и история развития науки и техники в Калифорнии представлены в экспозициях музеев Парка Бальбоа и на корабле-музее авианосец USS Midway в Сан-Диего. Авиация и космонавтика представлены в ряде музеев авиации в городах Санта Моника, Окленд, Санта Мария и на авиабазе Эдвардс. Космический корабль Endeavour выставлен на обозрение в Калифорнийском научном центре в Лос-Анджелесе в котором ежегодно проходит международная выставка достижений науки и техники
Как и в других штатах США, в Калифорнии немало железнодорожных музеев, в том числе музеев, имеющих натурные экспонаты, действующие паровозы и поезда. Среди таких музеев: Ломита, Golden Gate.

### Театры, концерты, фестивали
Наиболее известные театры и концертные площадки расположены в Сан Франциско и Лос-Анджелесе. Среди самых значимых и популярных Опера Сан-Франциско, Музыкальный центр округа Лос-Анджелес, Амфитеатр Форда, Греческий театр, Голливуд-боул, концертный зал имени Уолта Диснея (здесь выступает всемирно известный Лос-Анджелесский филармонический оркестр), театр «Долби» в котором проводятся церемонии вручения премии «Оскар». Один из крупнейших в мире ежегодных фестивалей индустрии развлечений и массовой культуры Comic-Con проходит в конференц-центре Сан-Диего с 1970 года.
Международный музыкальный фестиваль Коачелла, создание которого инициировал и финансировал сооснователь компании Apple Стив Возняк проводится в Южной Калифорнии ежегодно и привлекает сотни тысяч зрителей при участии таких звёзд, как Lady Gaga, Eminem, Radiohead, Red Hot Chili Peppers, AC/DC, Roger Waters, Snoop Dogg, Kanye West, Beyoncé, Guns N' Roses, Rage Against the Machine, The Killers, Depeche Mode, Coldplay, Beastie Boys, Björk, Paul McCartney и многих других всемирно известных исполнителей популярной музыки. Особенную привлекательность на фестивале Коачелла представляет изобретательное художественное оформление концертных площадок с применением самых современных технологий и при творческом участии ведущих художников и продюсеров американской индустрии развлечений.

## Спорт

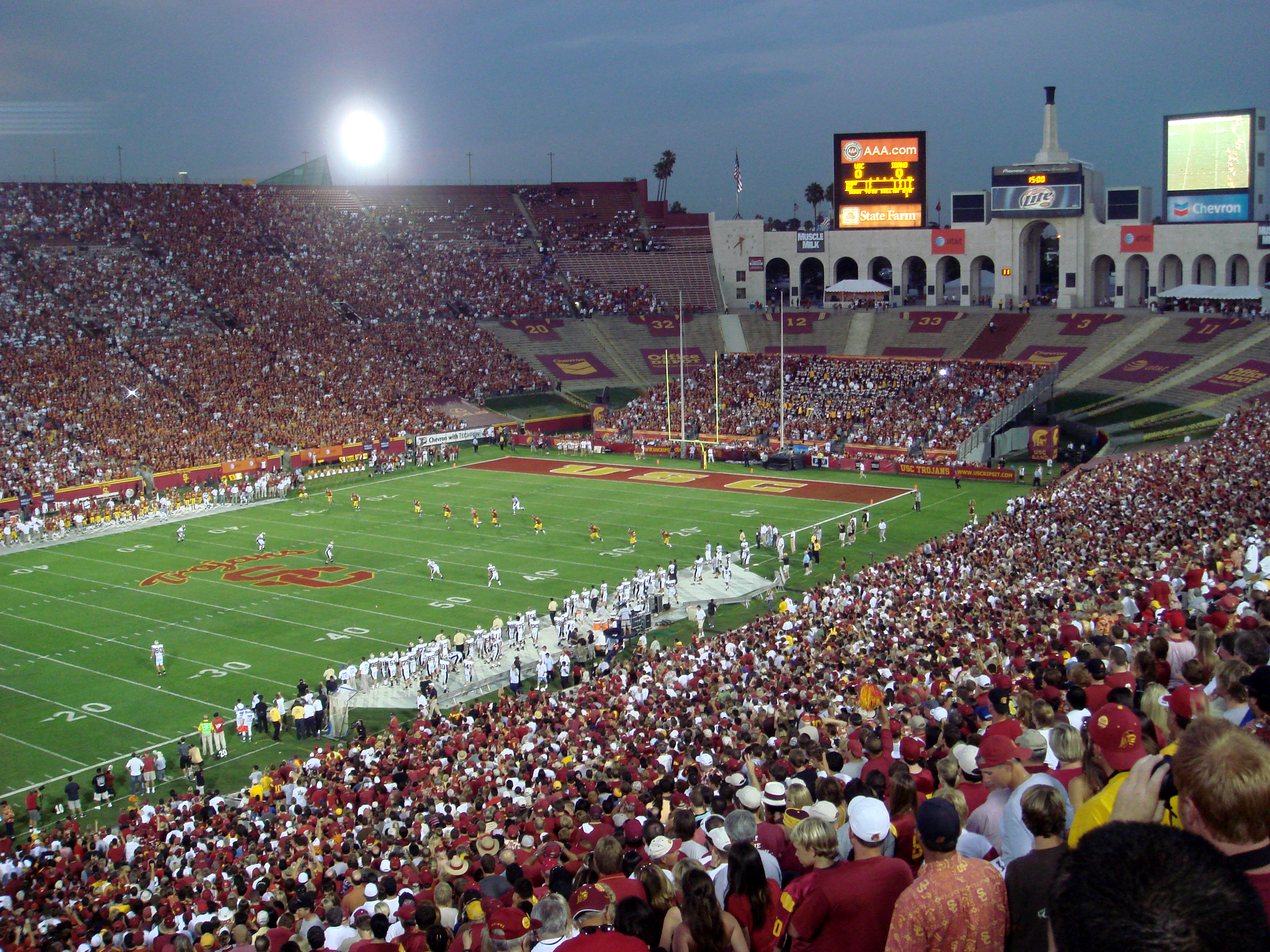
Мемориальный колизей Лос-Анджелеса

Лос-Анджелес и прилегающие к нему города Калифорнии официально объявлены местом проведения Летних Олимпийских игр 2028 года, в которых основными стадионами являются Мемориальный колизей Лос-Анджелеса, Crypto.com-арена и SoFi Stadium.
Калифорния являлась хозяйкой Зимних Олимпийских игр в 1960 году (Скво-Вэлли) и Летних Олимпийских игр в 1932 и 1984 годах (Лос-Анджелес), а также финала Чемпионата мира по футболу в 1994 году. В Калифорнии ежегодно проходит третий (последний) этап соревнований под названием Crossfit Games.

## Образование
Система образования в Калифорнии представлена частными и общеобразовательными учреждениями.

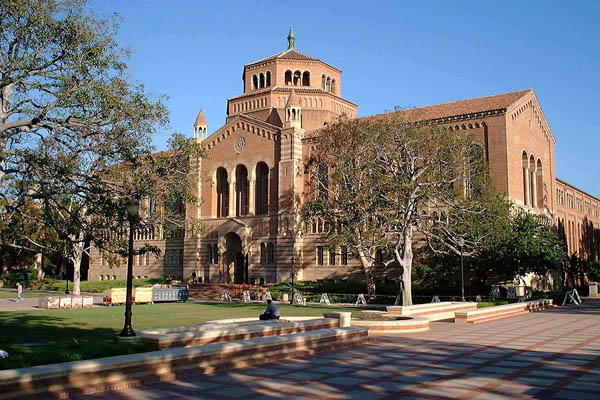
Библиотека Пауэлл, Калифорнийский университет в Лос-Анджелесе

Калифорнийский университет (англ. The University of California), UC — объединение 10 публичных калифорнийских университетов получающих частное и государственное финансирование, включая бюджет штата Калифорния. Самыми престижными в системе Калифорнийского университета являются Калифорнийский университет в Беркли, основанный в 1868 году, Калифорнийский университет в Лос-Анджелесе (UCLA), Калифорнийский университет в Сан-Диего (UCSD)
и Калифорнийский университет в Сан-Франциско (UCSF)

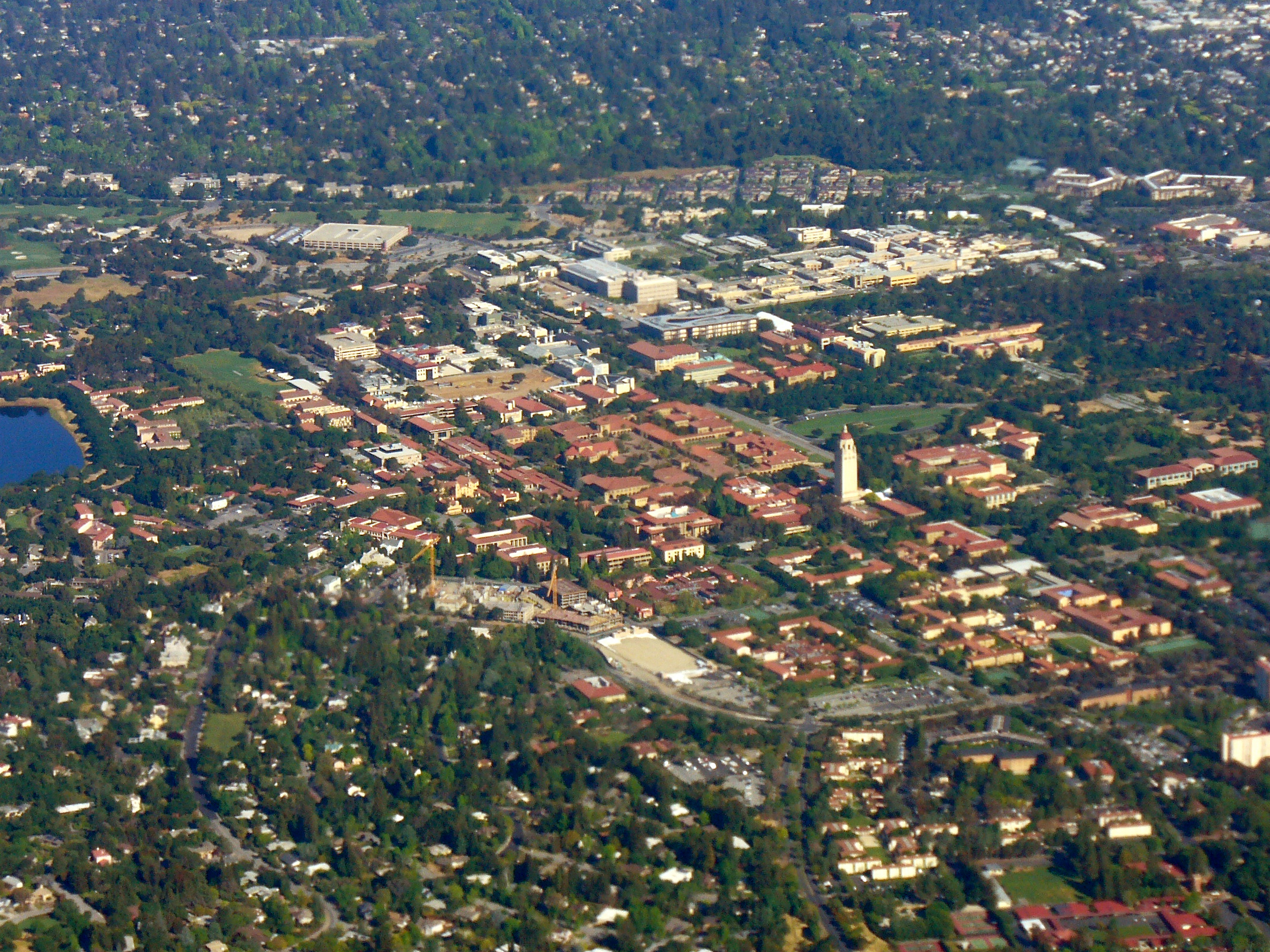
Кампус Стэнфордского университета

Стэнфордский университет — частный исследовательский университет в Стэнфорде, штат Калифорния, один из самых авторитетных и рейтинговых в США и в мире.
Так как Калифорния является самым населённым штатом, в ней наибольшее количество учащихся — 6,2 млн в 2005/2006 учебном году. По обеспеченности финансовыми средствами и персоналом Калифорния отстаёт от других штатов. По расходам на учащегося Калифорния занимала 29-е место из 51 (включая Вашингтон (округ Колумбия)) на 2005/2006 учебный год). По расходам на персонал на одного учащегося Калифорния занимала 49-е место из 51. По соотношению преподаватель-учащийся Калифорния также занимала 49-е место (21 учащийся на одного преподавателя), уступая только Аризоне и Юте.
Бесплатное высшее образование можно получить в ряде государственных и частных публичных учебных заведениях, таких, как Народный университет.
Калифорнийский технологический институт, расположенный в городе Пасадина входит в десятку лучших университетов мира. В систему Калтех также входит расположенная в пригороде Лос-Анжелеса лаборатория реактивного движения, которая создаёт и запускает большую часть автоматических космических аппаратов НАСА с расположенного в Санта Барбаре космодрома Ванденберг.

## Побратимские связи
- особый округ Джокьякарта, Индонезия[46]

## В астрономии
- В честь Калифорнии названа Туманность Калифорния в созвездии Персей. Туманность по форме напоминает очертания американского штата Калифорния.
- В честь Калифорнии назван астероид (341) Калифорния, открытый в 1892 году[47].